# Grevillea australis

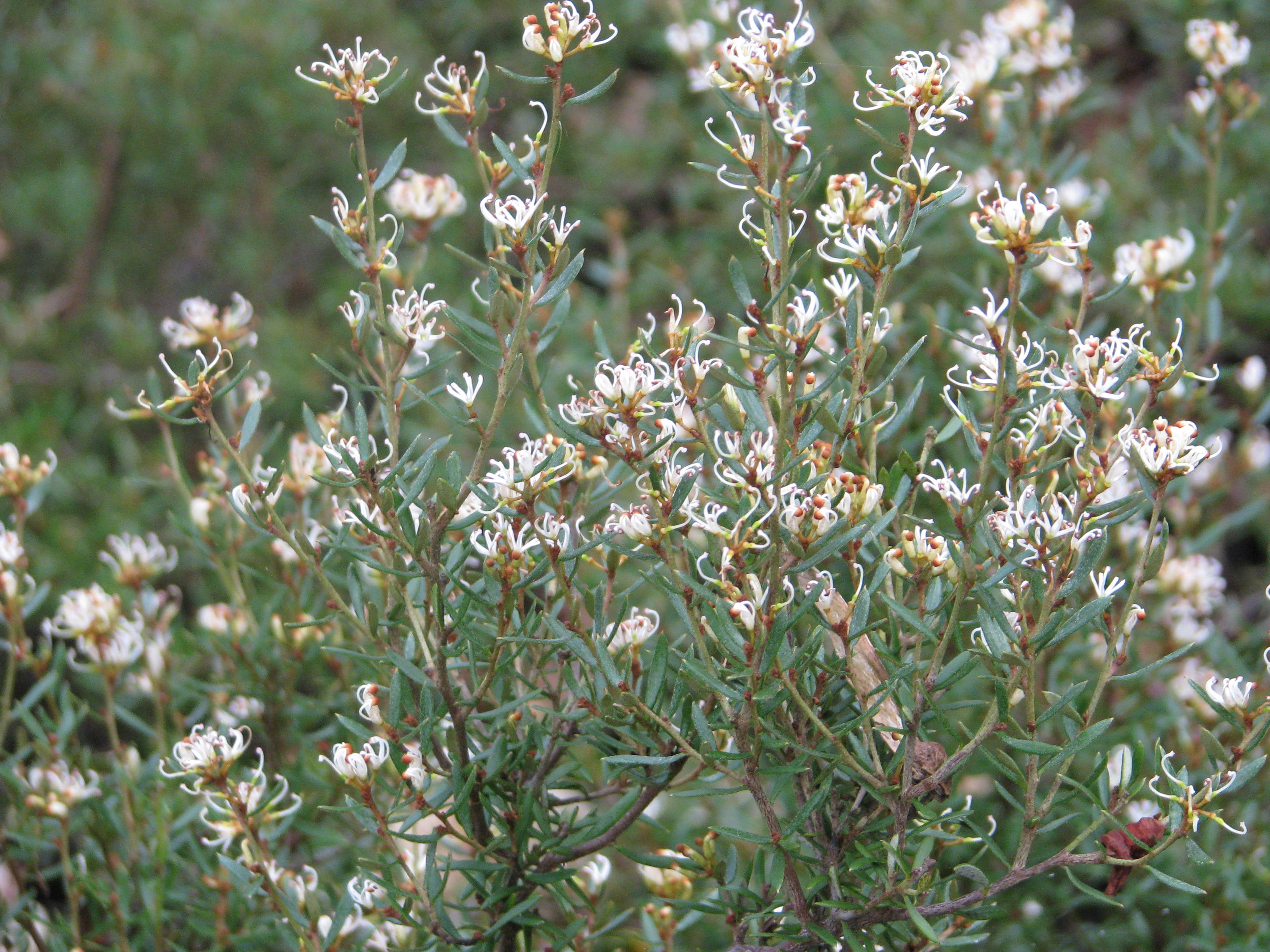
Vista de la planta

Grevillea australis',  es una especie de arbusto  del gran género  Grevillea perteneciente a la familia  Proteaceae. Es la única Grevillea natural de Tasmania. 

## Descripción
Crece hasta alcanzar un tamaño de entre los 0,2 metros a 2,5 metros de altura y tiene hojas en forma de óvalo, de 15 a 30 mm de largo por 1 a 5 mm de ancho. Las flores son blancas y las semillas de color marrón, los folículos coriáceos.

## Cultivo
Grevillea australis crece mejor en un lugar fresco a los climas fríos. Idealmente, crece en condiciones de buena iluminación y con un suelo bien drenado.

## Taxonomía
Grevillea australis fue descrita por Robert Brown y publicado en Transactions of the Linnean Society of London 10: 171. 1810.
Etimología
Grevillea, el nombre del género fue nombrado en honor de Charles Francis Greville, cofundador de la Royal Horticultural Society.
australis, el epíteto que significa austral = situado al sur.
Sinonimia
- Grevillea amplifica F.Muell. ex Meisn.
- Grevillea stuartii Meisn.
- Grevillea tenuifolia R.Br.[3]